# Soteriscus trilineatus
Soteriscus trilineatus es una especie de crustáceo isópodo terrestre de la familia Porcellionidae.

## Distribución geográfica
Es endémica de La Gomera (España).